# Troubling a Star
Troubling a Star (en español - Perturbando a una estrella) es la última novela de la serie de la familia Austin de la autora estadounidense Madeleine L'Engle. El thriller de suspenso de literatura juvenil, publicado en 1994, reúne a la protagonista más frecuente de L'Engle, Vicky Austin, con Adam Eddington, ambos inmersos en intrigas internacionales mientras viajan por separado a la Antártida. La historia transcurre varios meses después del final de A Ring of Endless Light, la novela en la que Vicky y Adam se conocieron por primera vez.

## Sinopsis
Al igual que varios libros anteriores sobre Vicky Austin, Troubling a Star se cuenta en primera persona, con Vicky como narradora. Comienza con Vicky varada sola en un iceberg frente a la costa de la Antártida. La novela procede a contar recuerdos de cómo la abuela de Adán, Serena, pagó a Vicky por visitar a Adam en Eddington Point, en la Antártida, y de la gente interesante y los peligros inesperados que encuentra en el camino. A pesar de las preocupaciones de Vicky sobre un enfriamiento aparente en el afecto de Adam por ella, se establece que su relación amorosa es bastante fuerte y estrecha.

## Protagonistas
- Serena Eddington - La generosa tía abuela de Adam que envía a Vicky a la Antártida para visitar a Adam en la estación de Lenoir y Eddington Point.
- Adam Cook - El chef de la tía Serena que visitará a su hermano en The Falklands, que ve a Vicky por un tiempo hasta que llegue su barco.
- Siri Evensen - La nueva amiga de Vicky que toca el arpa y que es maestra.
- Otto Zlatovitcx - El príncipe de la nación de Zlatovica, que una vez fue parte de la Unión Soviética.
- Benjy Stone - Un experto en pingüinos a bordo del Argosy, el crucero que lleva a Vicky a la Antártida, que se enamora apasionadamente de Siri.
- Dick y Angelique Hawkins: una pareja que va a la Antártida con Vicky y sus amigas.
- Sam White - Un anciano generoso que es el pasajero más viejo en el Argosy, con Vicky siendo la más joven.
- Seth "Papageno" Cook - El hermano de Cookie que quedó mutilado por un lobo marino y casi muere. Él tiene una cicatriz desagradable sobre su ojo de la experiencia.
- Quimby "Quim" Forrest - Uno de los conferenciantes en el Argosy.
- Leilia - Una amable y anciana mujer de Alaska que es maestra de escuela. Ella también viaja en el barco, el Argosy.